# Liste der Naturdenkmale in Freinsheim
Die Liste der Naturdenkmale in Freinsheim nennt die im Gemeindegebiet von Freinsheim ausgewiesenen Naturdenkmale (Stand 4. März 2024).

## Naturdenkmale
| Nr.         | Bezeichnung      | Lage                                           | Beschreibung                               | Bild                                    |
| ----------- | ---------------- | ---------------------------------------------- | ------------------------------------------ | --------------------------------------- |
| ND-7332-550 | Guter Brunnen    | Am Guten Brunnen, bei Nr. 22 Lage              | im 19. Jahrhundert gefasste Schwefelquelle | Direkt Bild zu diesem Denkmal hochladen |
| ND-7332-551 | 27 Edelkastanien | westlich des Ortes; Flur Im oberen Hahnen Lage | Castanea sativa, 27 Bäume                  | Direkt Bild zu diesem Denkmal hochladen |
| ND-7332-552 | Deutsche Eiche   | Burgstraße, hinter Nr. 17 Lage                 | Quercus sp.                                | Direkt Bild zu diesem Denkmal hochladen |